# ورخنیه کارگالی
ورخنیه کارگالی (انگلیسی: Verkhniye Kargaly) یک شهرک در شهرستان بلاگووارسکی باشقیرستان کشور روسیه است.